# Timo (výtvarník)
Timo je pseudonym brněnského street artisty, výtvarníka, básníka a tvůrce graffiti (* 1980 Brno). Tvorbě ve veřejném prostoru se věnuje přibližně od roku 1997, kdy studoval na střední škole. Absolvoval Pedagogickou fakultu Masarykovy univerzity v Brně a později vystudoval sochařství na Fakultě výtvarných umění VUT (2009). V počátcích se podepisoval také FREAK či Bubák.

## Tvorba
Na veřejná místa píše krátké básničky či slogany nebo zpracovává ucelené rozměrné plochy. Ve svých dílech někdy upravuje loga firem, např. logo obchodního řetězce Albert pozměnil na ukazatel na vídeňskou galerii Albertina, logo Home Creditu namaloval v brněnském podchodu s pozměněným sloganem „Home Less, s námi na to máte“, logo televize Nova na Hovna, logo Policie na Poezie. Díla na legálních plochách odkazující na Albert a Home Credit musela být na přání dotyčných firem zamalována. Před volbami do Poslanecké sněmovny v roce 2013 vytvořil koláž z loga Komunistické strany Čech a Moravy, jejího volebního hesla „S lidmi pro lidi“ a portrétu umučeného faráře Josefa Toufara. Díla realizuje na legálních i ilegálních plochách.V článku z roku 2021 se Jan Gerych zamýšlel nad tím, jestli dílo od Tima na fasádě zvyšuje hodnotu nemovitosti, jako je tomu v Anglii u Banksyho, ale dospěl k tomu, že se to tak zatím neděje.Na přelomu let 2017 a 2018 vyřezal sedm reliéfů sov na stromech v židenickém Parku Bohumila Hrabala, jednalo se o zakázku městské části. V roce 2018 namaloval sadu brněnských vánočních hrnků. V dubnu 2023 napsal na fasádu sněženské evangelické fary nápis „Duch jde durch“. V brněnských ulicích už realizoval přes 500 děl.
Je rovněž autorem návrhu fasády OC Letmo na Nádražní ulici v Brně.[zdroj?]

## Výstavy

### Samostatné výstavy (výběr)
- 2014 – Indoor adventure, Galerie OFF/Format, Brno[17]
- 2016 – Intimo, Oblastní galerie Vysočiny, Jihlava[18]
- 2017  – Když to pokazíš, tak se to dá kdykoliv opravit, Galerie Pitevna, Brno
- 2017  – Napiš, Galerie Pro arte, Praha[3]
- 2019/2020 – Beze slov, Art Gallery Brno, Brno
- 2020/2021 – L. E., ProLUKA, Praha
- 2024/2025 – Mám kořeny v květináči, Dům umění města Brna, Galerie Jaroslava Krále, Brno

## Osobní život
Dle zprávy z roku 2016 se Timo odstěhoval z Brna na vesnici, kde žije se svou ženou a malou dcerou.

## Galerie

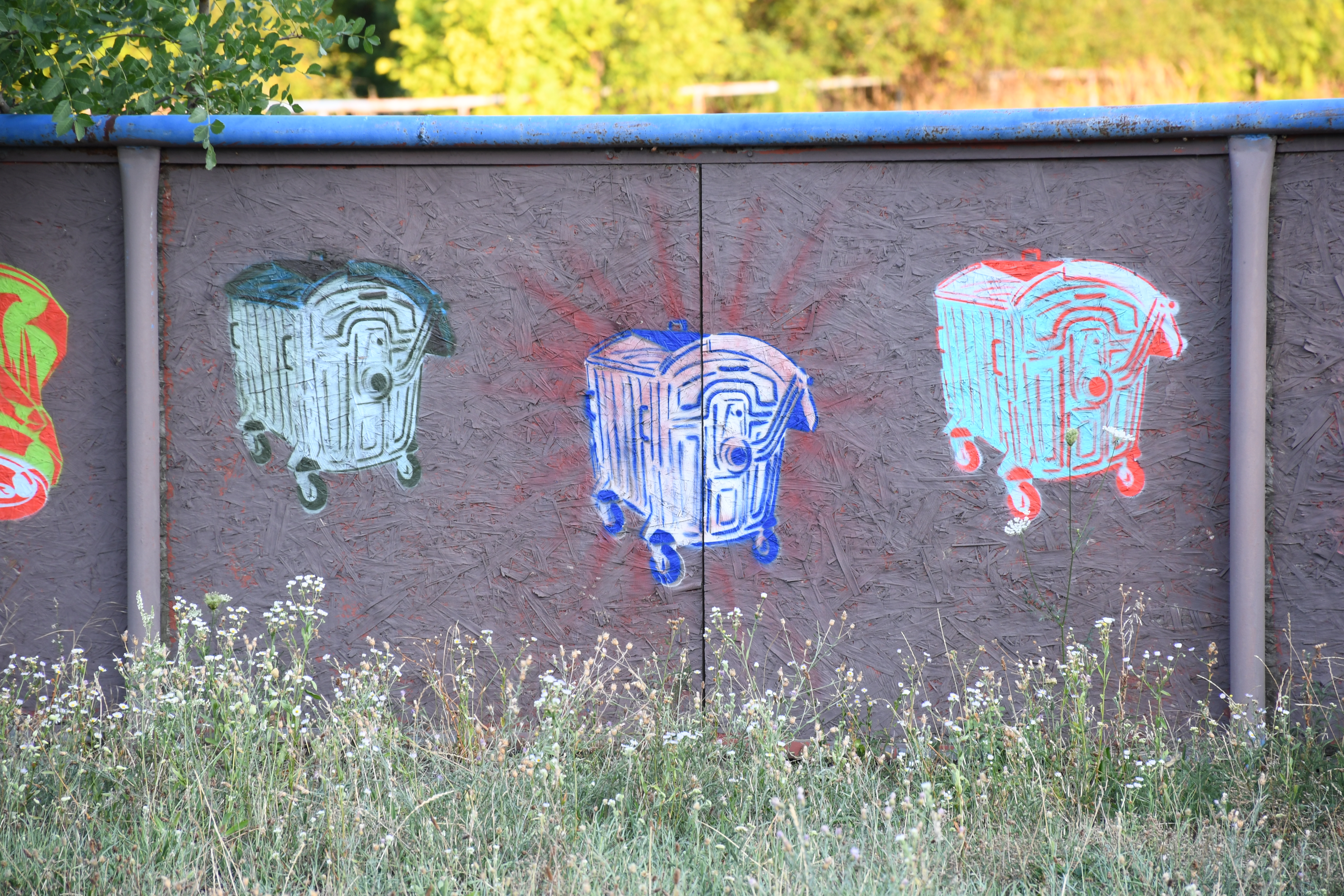
Brno-Štýřice
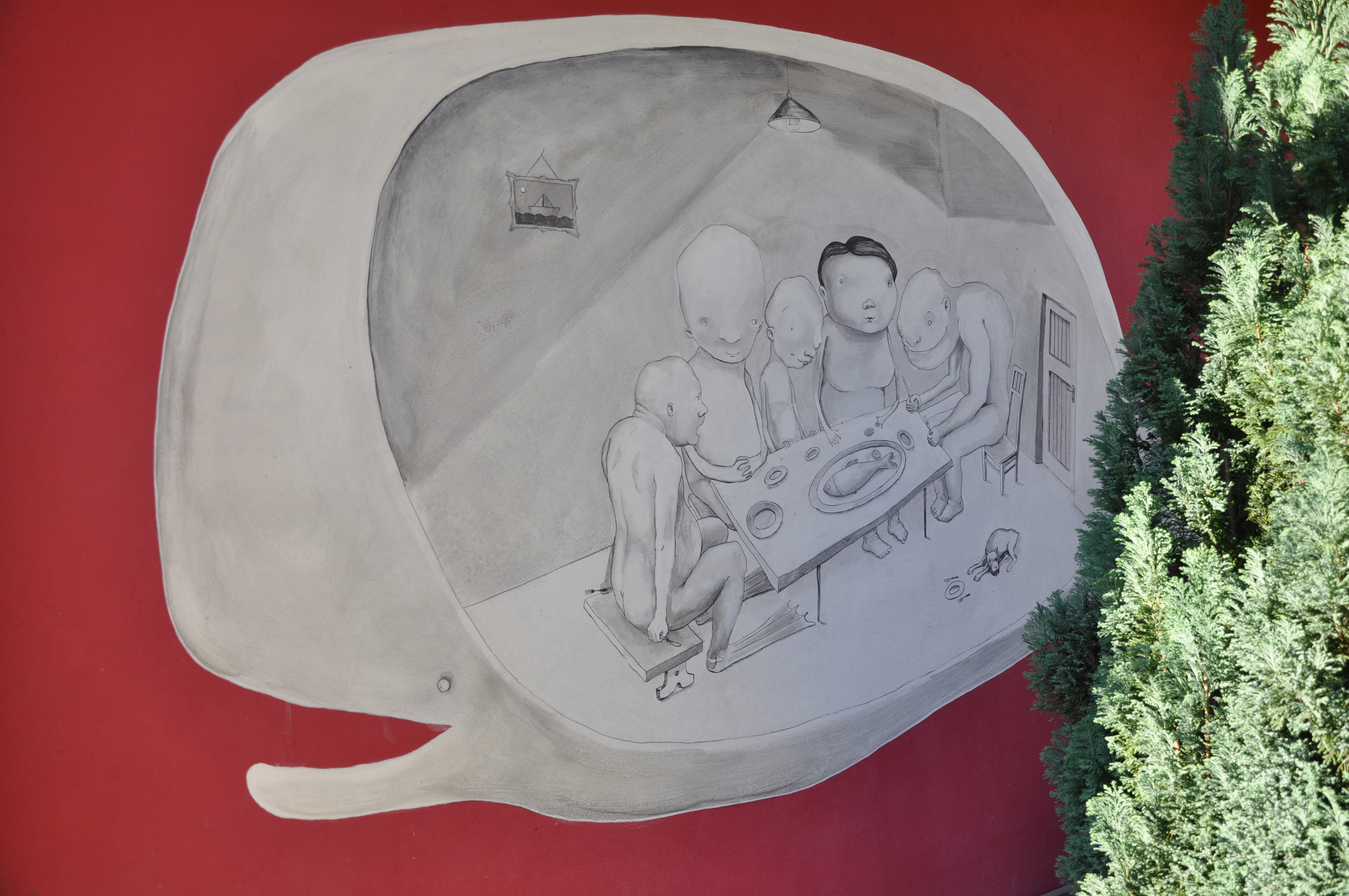
Brno, Písečník
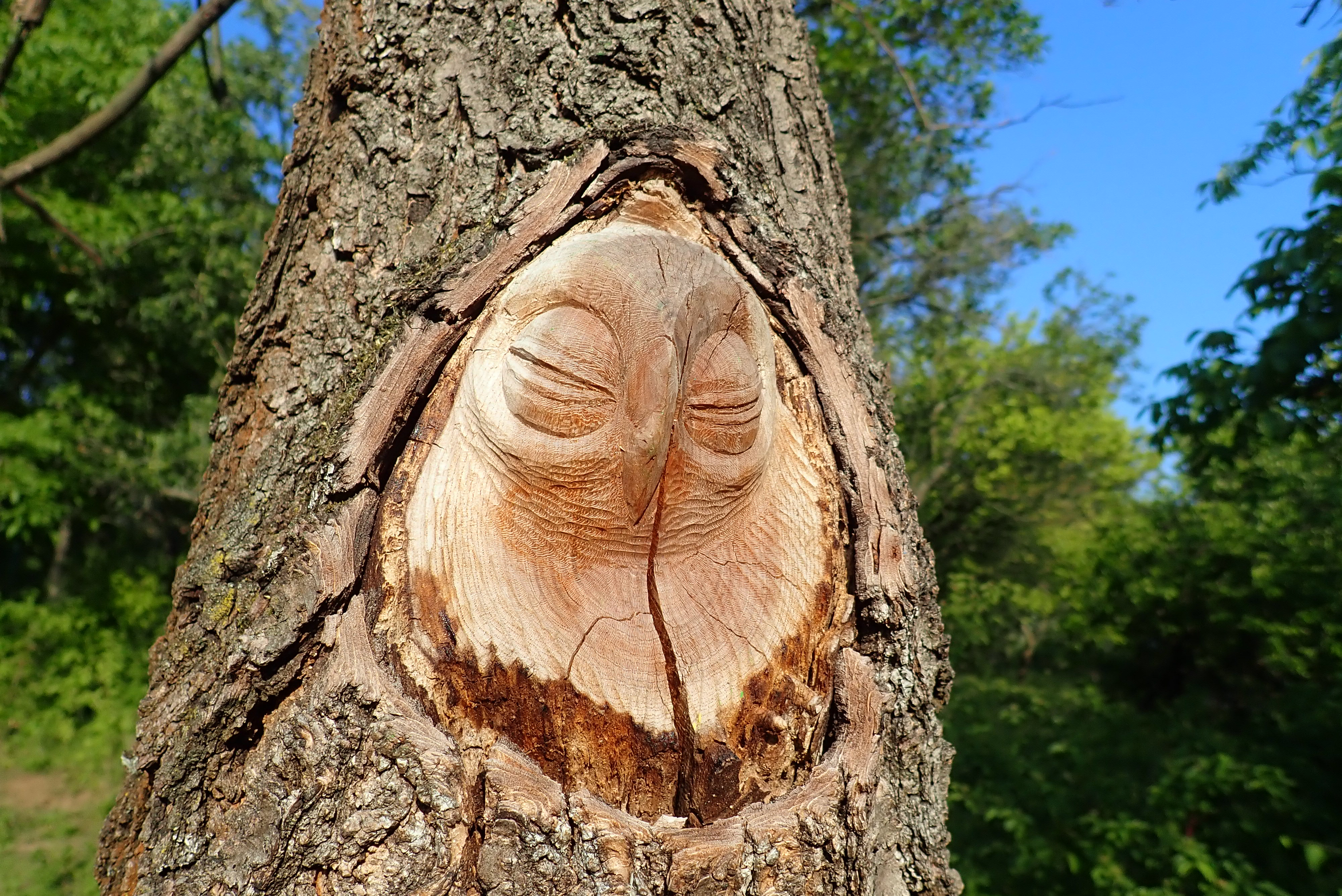
Brno, park Bohumila Hrabala
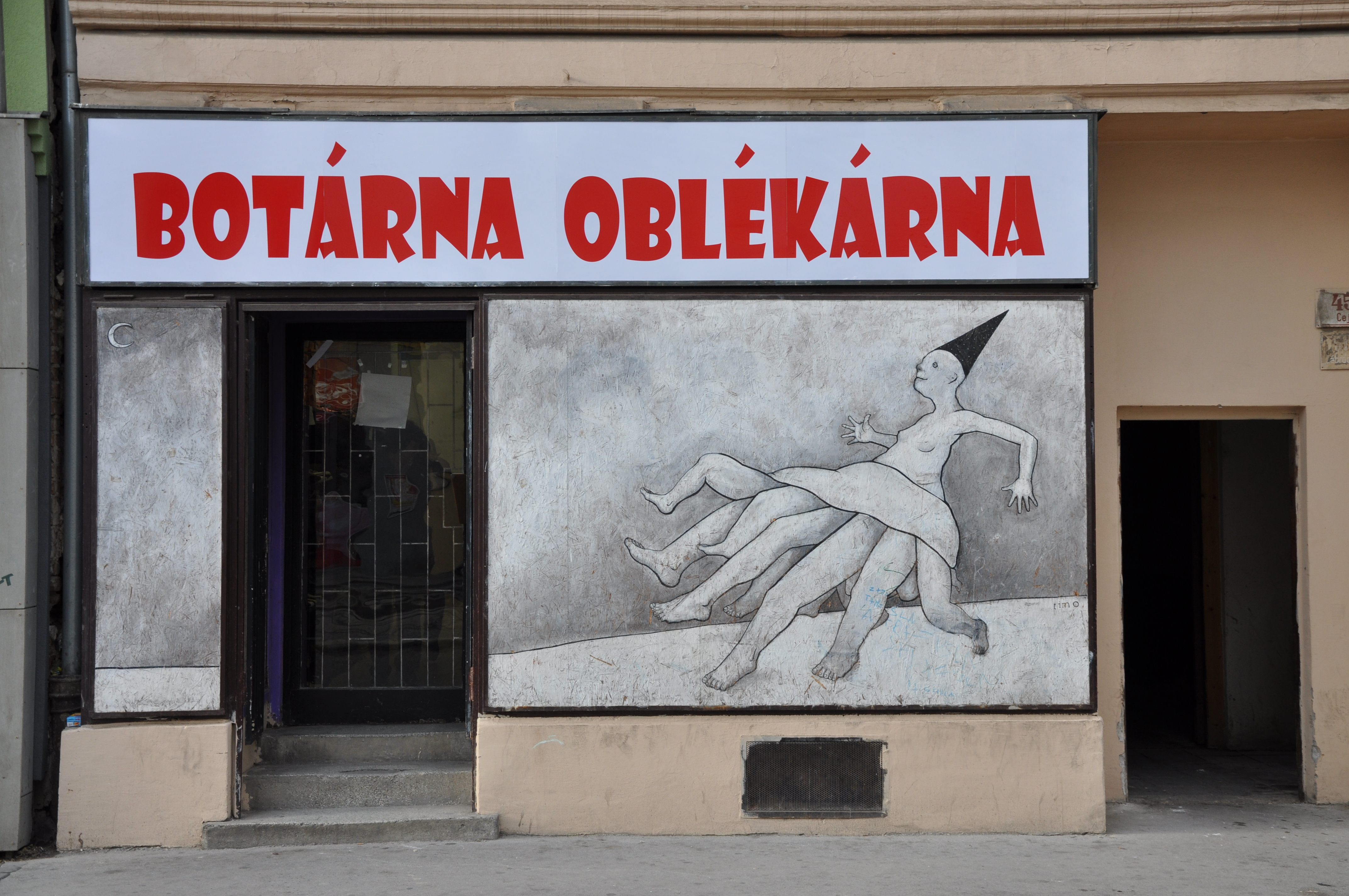
Brno, Cejl 45
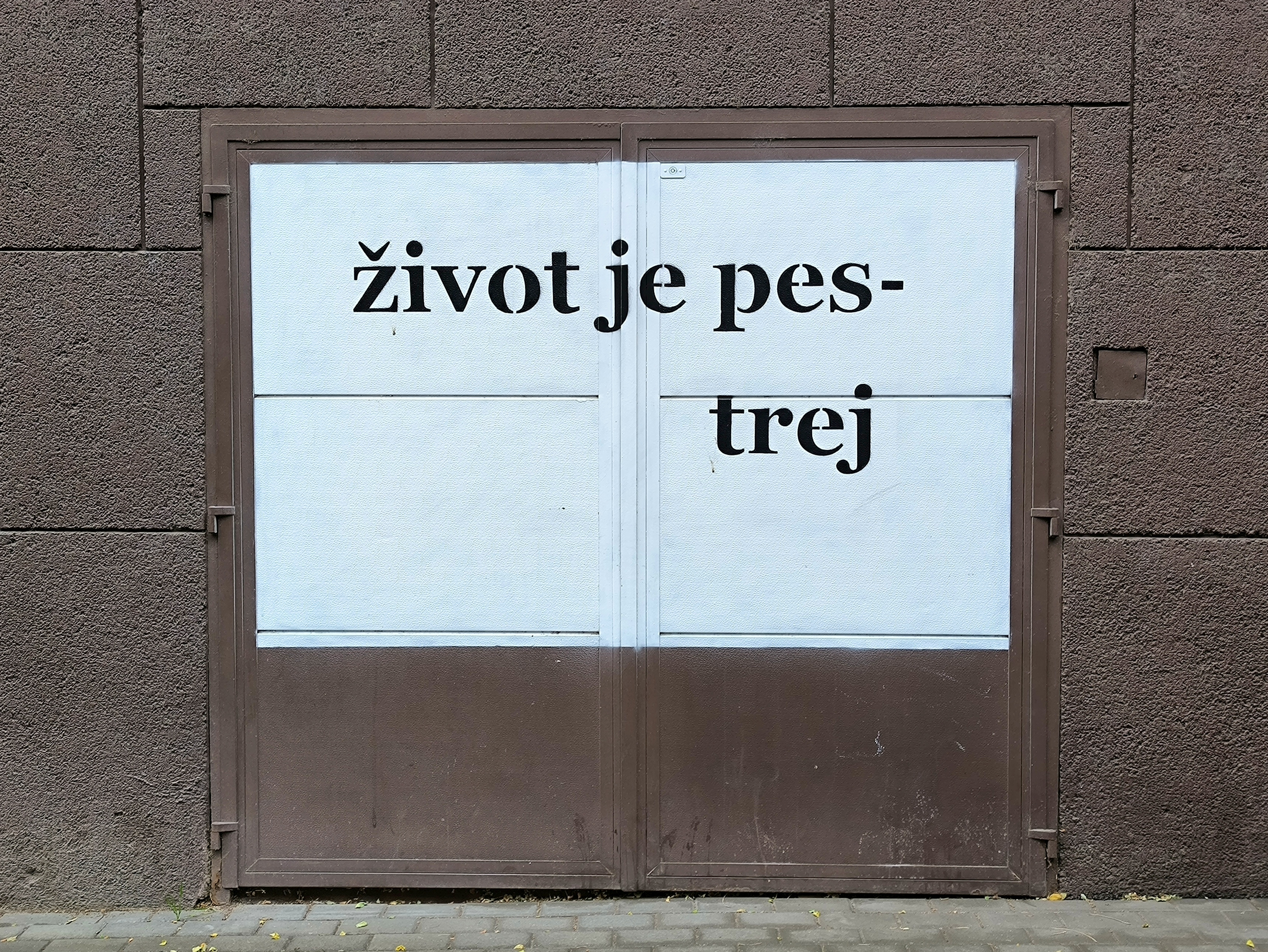
Brno, Cihlářská 9
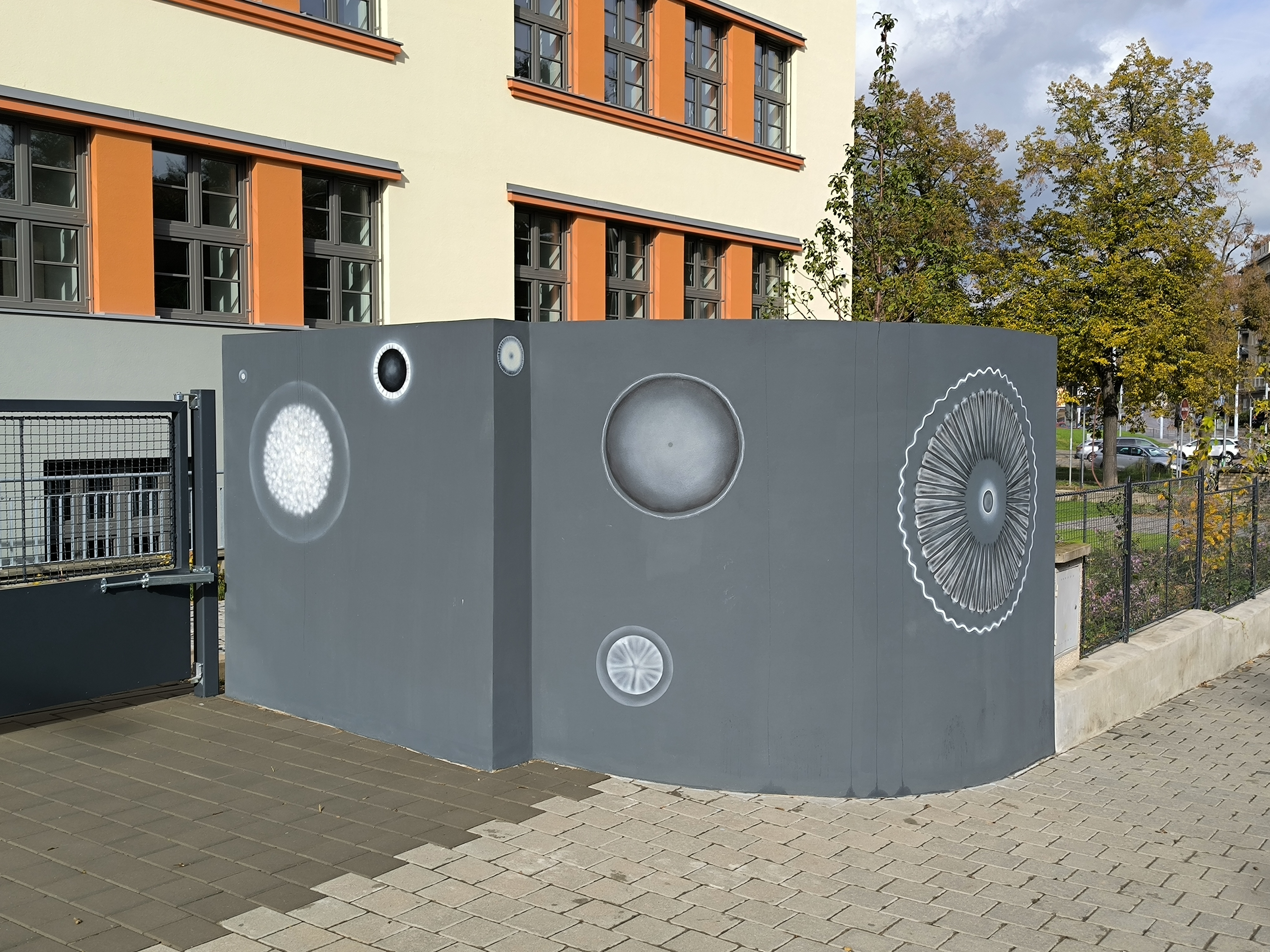
Brno, Pionýrská, SPŠ Chemická
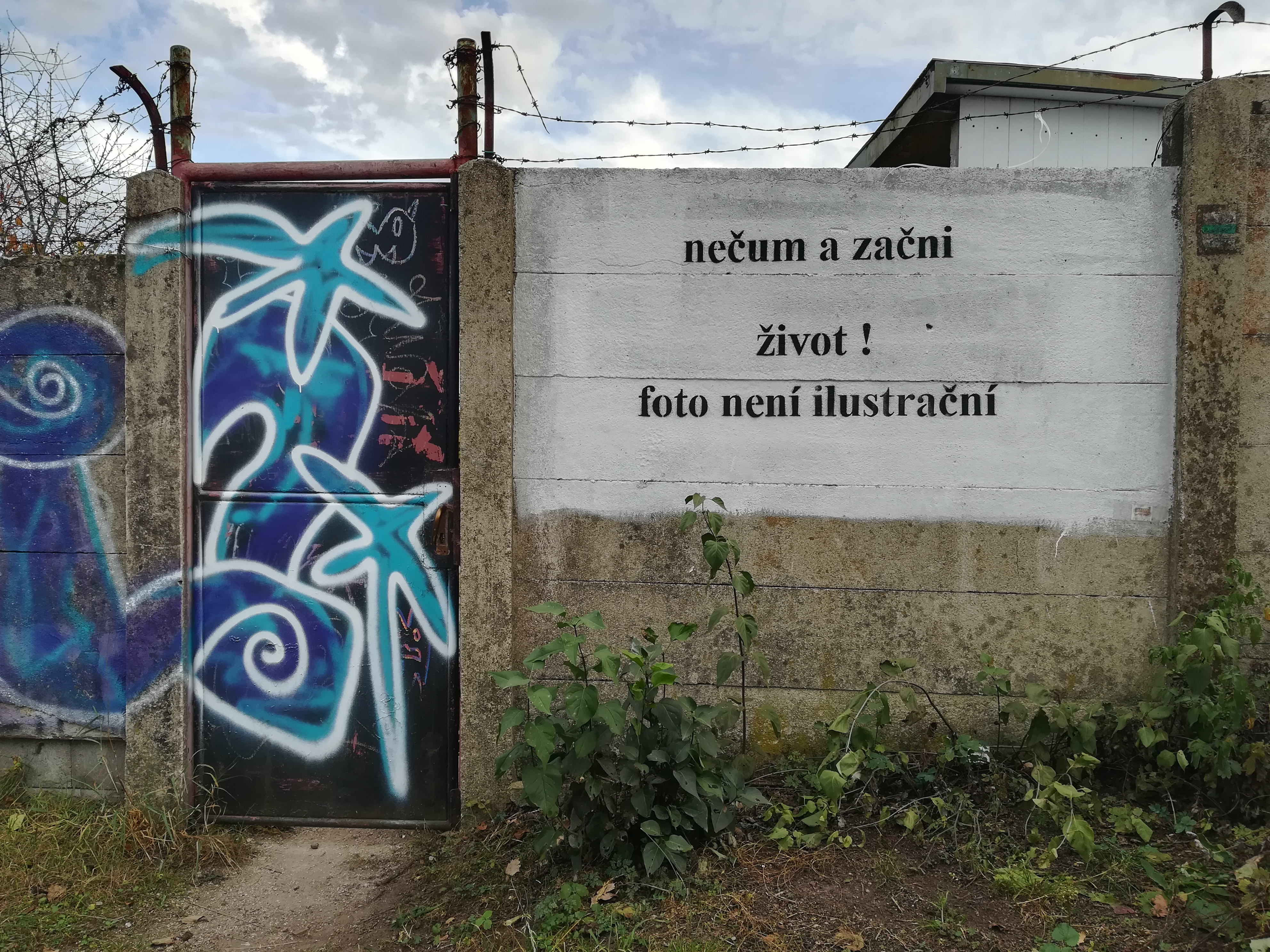
Brno-Pisárky, Červený kopec
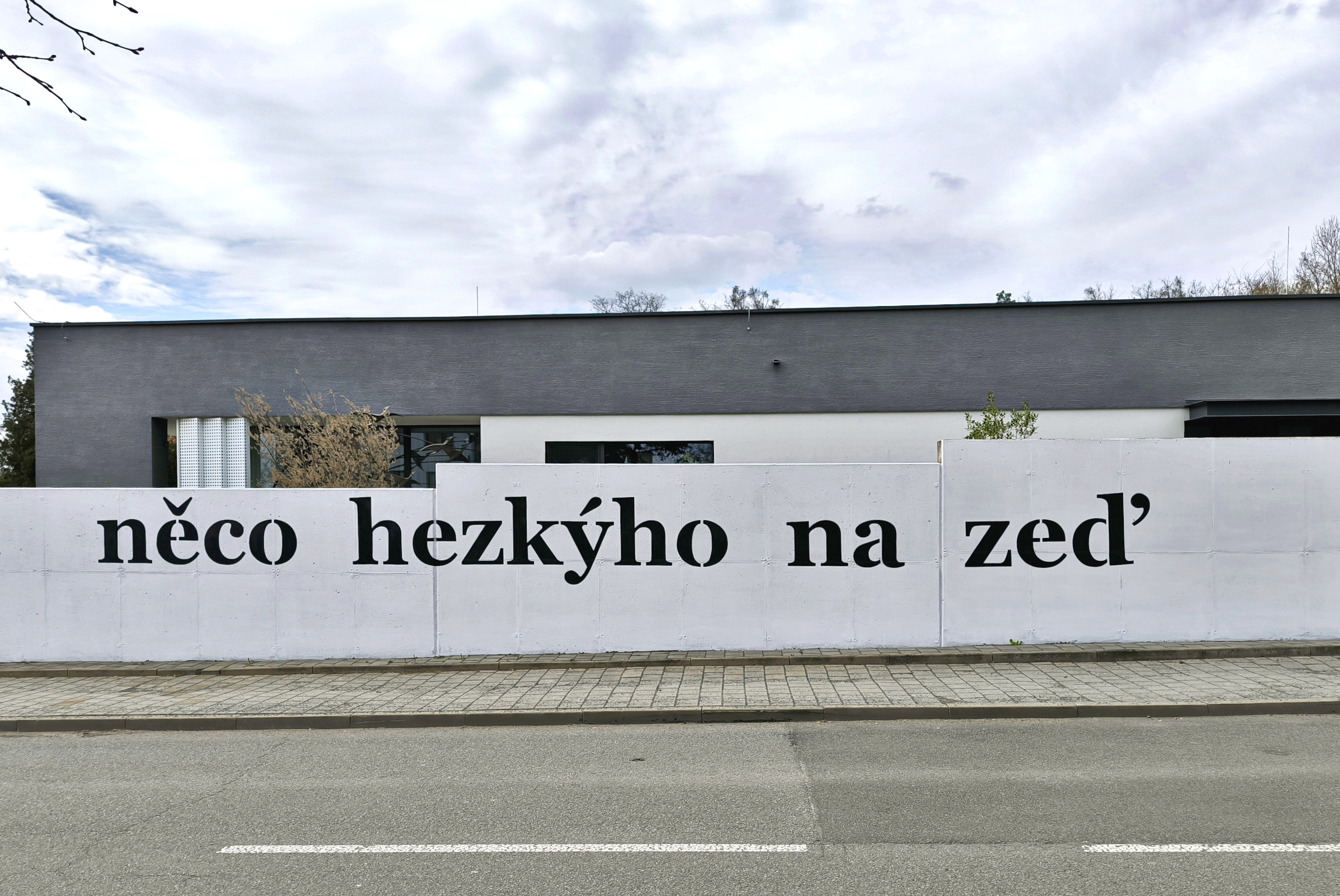
Brno-Soběšice
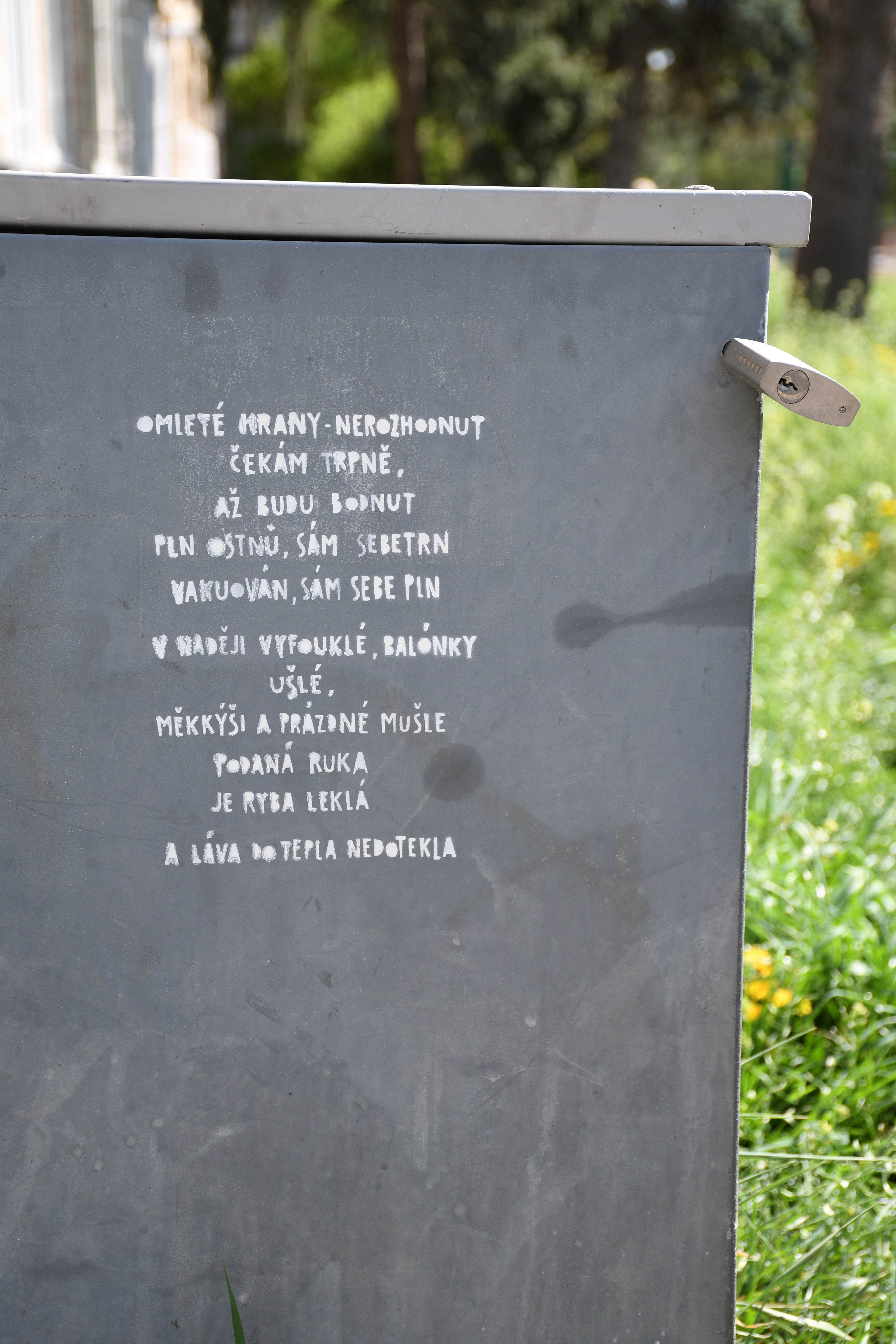
Brno-Obřany
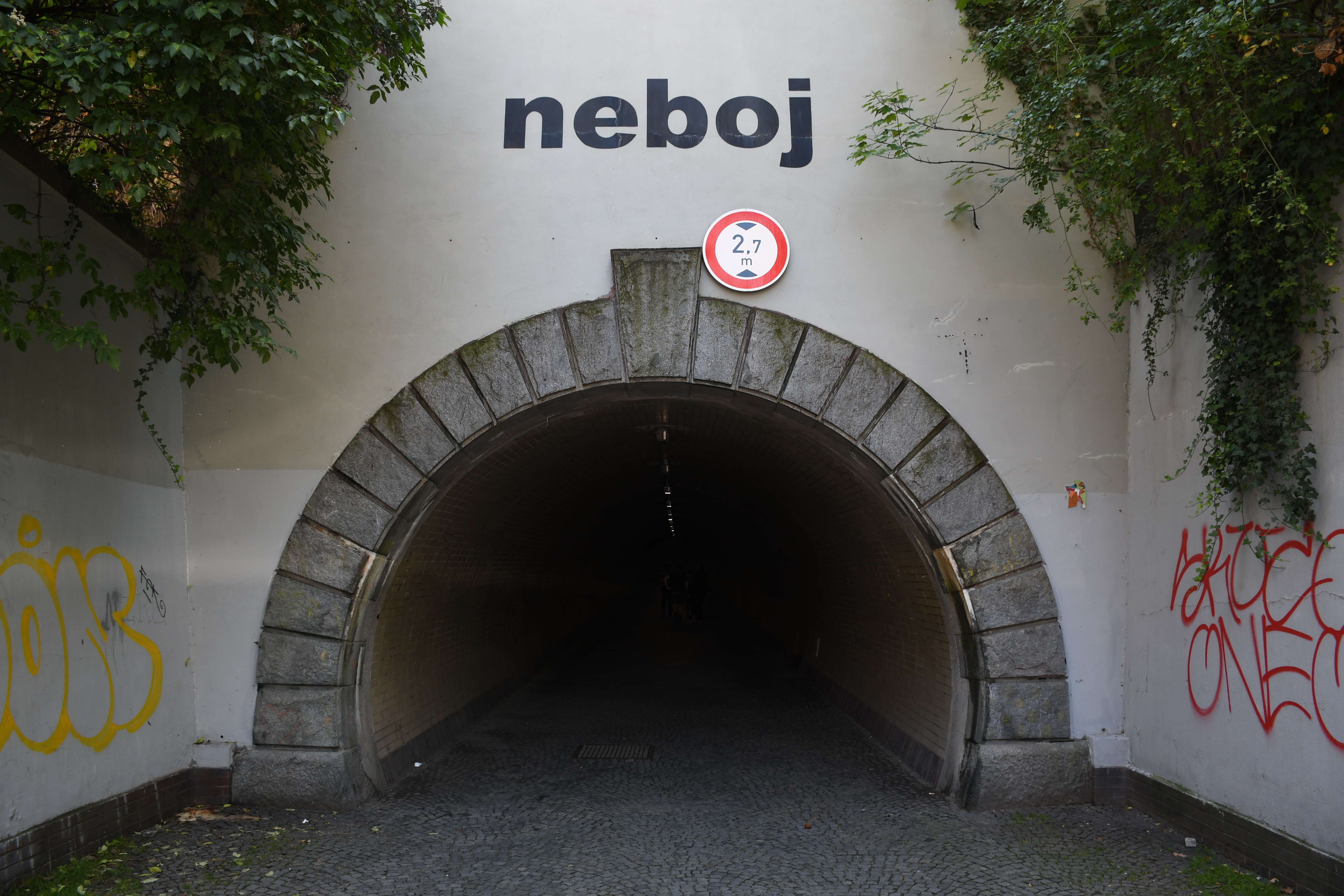
Praha-Karlín, Žižkovský tunel
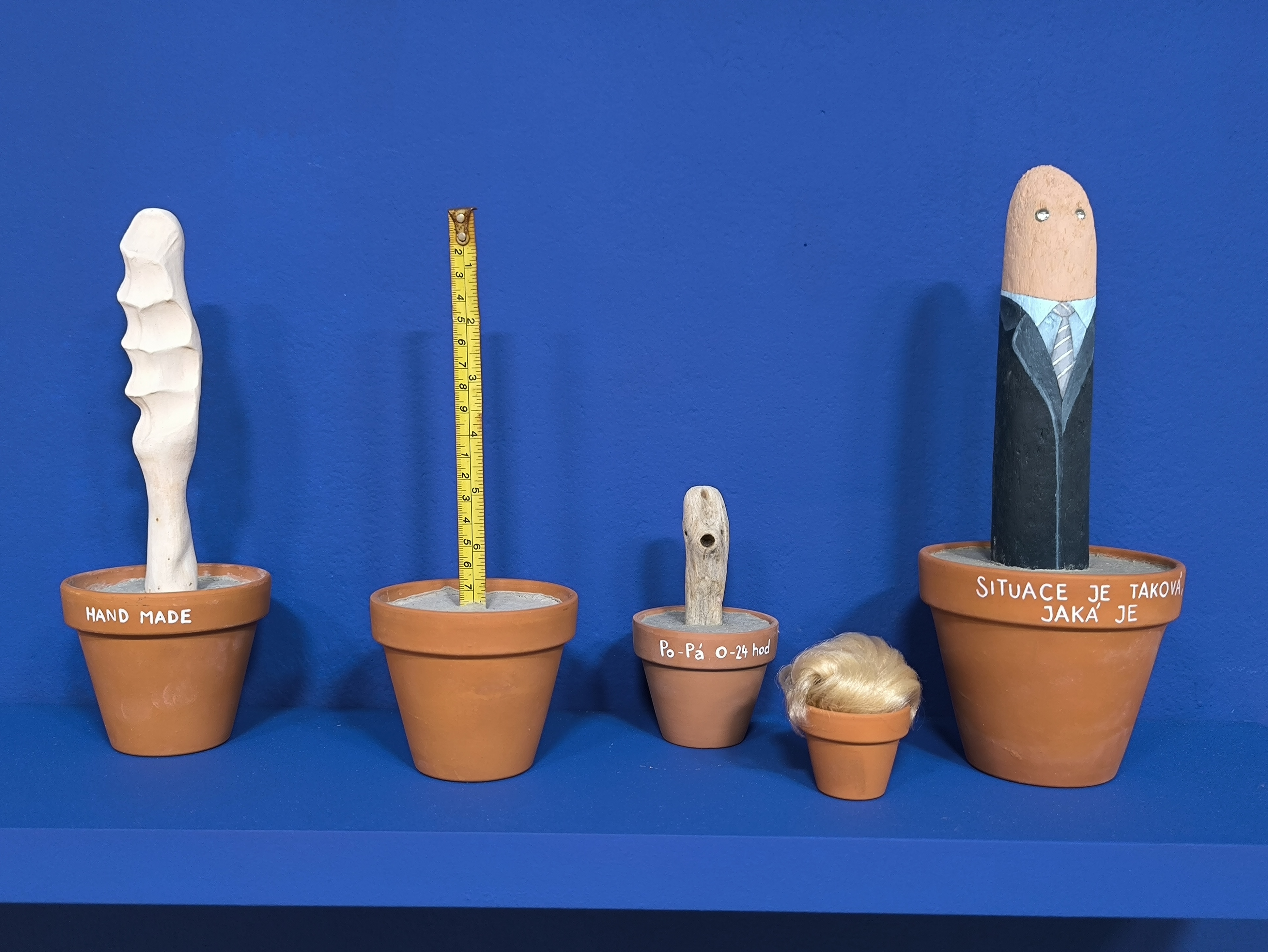
Dům umění města Brna, výstava Mám kořeny v květináči
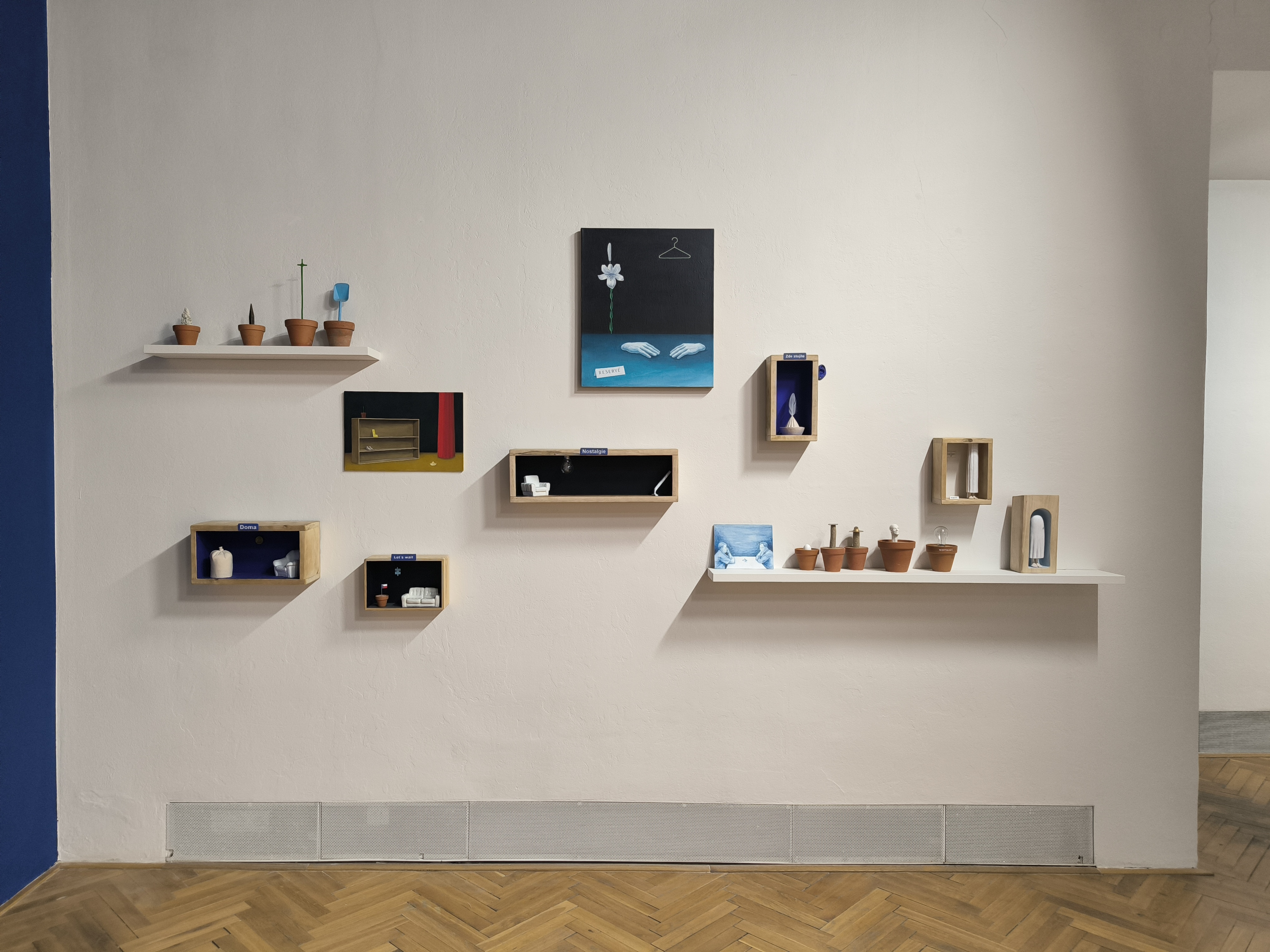
Dům umění města Brna, výstava Mám kořeny v květináči